# Херсон (жилищен комплекс)
Вижте пояснителната страница за други значения на Херсон.
Херсон е жилищен комплекс на град Шумен. Разположен е в централната част на града, до Факултет „Артилерия, ПВО и КИС“ от Националния военен университет. Носи името на град Херсон в Украйна, с който Шумен е побратимен град.
В комплекса се намират жилищните блокове с номера: 1, 2, 3, 4, 5, 6, 8, 9, 10 и 14. Към него се отнасят и жилищните блокове с адреси: бул. „Велики Преслав“ № 1, 3 и 5. В тях на първия етаж има хранителен магазин от веригата магазини „Булмаг“, а до него е бар-ресторант „Воаяж“.
Обслужва се главно от автобусни линии 7 и 71.